# Funkiella
Funkiella é um género botânico pertencente à família das orquídeas (Orchidaceae).

## Espécies
1. Funkiella hyemalis (A.Rich. & Galeotti) Schltr., Beih. Bot. Centralbl. 37(2): 431 (1920) - espécie tipo
2. Funkiella stolonifera (Ames & Correll) Garay, Bot. Mus. Leafl. 29: 320 (1980 publ. 1982)
3. Funkiella tenella (L.O.Williams) Szlach., Fragm. Florist. Geobot. 39: 435 (1994)
4. Funkiella versiformis Szlach., Fragm. Florist. Geobot. 39: 435 (1994)